# 帝國行政圈

1560年的帝国行政圈体系地图
----
勃艮第行政圈
下莱茵-威斯特法伦行政圈
莱茵选侯行政圈
上莱茵行政圈
下萨克森行政圈
上萨克森行政圈
弗兰肯行政圈
施瓦本行政圈
巴伐利亚行政圈
奥地利行政圈
行政圈外领土

帝国行政圈（拉丁語：Circulus imperii，复数形式，复数形式），也可译作帝国大区，是神圣罗马帝国的行政体系，囊括了其诸多成员国，但最初不包括选帝侯和哈布斯堡王朝世袭领地。1500年马克西米利安一世为改进帝国的治理而推动改革，建立了这一体系，并一直沿用至1806年。

## 建立
1500年的奥格斯堡议会通过了一项帝国法令，以应对对尘世和平体制的破坏，并执行帝国枢密法院先前的裁定。帝国被分为六个部分（不包括选帝侯领土）。1515年的特里尔议会上，这六个分区被定义为帝国的行政单位。1521年沃尔姆斯议会正式确立了这一体系，并将选帝侯领土也纳入其中（尘世和平宣言第二章第1至第10款）。

## 分区
行政圈最初仅以数字标注，但此后每个行政圈根据自己的地理位置获得了具体的名称。于1500年最初建立的六个行政圈如下：
- 巴伐利亚行政圈
- 弗兰肯行政圈
- 萨克森行政圈
- 施瓦本行政圈
- 上莱茵行政圈
- （下莱茵-）威斯特伐利亚行政圈

1512年新增了三个行政圈：
- 奥地利行政圈
- 勃艮第行政圈
- 莱茵选侯行政圈

萨克森行政圈被拆分为两个行政圈：
- 下萨克森行政圈
- 上萨克森行政圈

此外有另一体系：
- 帝国行政圈之外的神圣罗马帝国领土

1512年改革之后，帝国行政圈体系亦囊括了哈布斯堡王朝世袭领地（勃艮第和奥地利行政圈）以及选侯国领土（莱茵选侯和上萨克森行政圈）。过去的萨克森行政圈被拆分为下萨克森和上萨克森两个行政圈。在此体系之外的领地包括波希米亚王国以及西里西亚、卢萨蒂亚和摩拉维亚，以及瑞士邦联、帝国骑士领地、意大利王国诸侯以及其他一些较小的帝国领土（如耶弗尔和迪特马尔申）。

## 行政圈的构成
帝国行政圈的建立与其区域面积、政治力量或经济结构关系不大。
每个行政圈包括诸多帝国成员，而每个成员的大小和地位亦不同。以1532年状况为例，勃艮第行政圈的三块领土相距甚远，勃艮第公国仅与四个较小的伯国相接壤；奥地利行政圈除奥地利大公国之外包括四个采邑主教区、两个市政官管辖区以及四个小伯国；弗兰肯行政圈包括三个采邑主教区、条顿骑士团领地、两个修道院、十二个伯国及领地以及五个帝国城市；施瓦本行政圈则包括符腾堡公国、三个采邑主教区、三十六个修道院、二十七个伯国及领地以及三十五个帝国城市。
到了1806年，帝国行政圈的政治状况发生了较大的变化。上莱茵行政圈以及越来越多的西部诸侯为法国扩张所吞并。在其他地区，强大的政治势力获取了较小的领土，并同时在不同区域拥有代表权。例如霍亨索伦家族同时拥有上萨克森行政圈（勃兰登堡侯国）、下萨克森行政圈以及下莱茵-威斯特法伦行政圈（克莱夫公国）的领土。
在三十年战争后，一些非德意志的王侯亦在行政圈中拥有代表权，例如瑞典国王拥有上萨克森行政圈中的瑞属波美拉尼亚和下萨克森行政圈中的不莱梅公国，丹麦国王则拥有下萨克森行政圈中的荷尔斯泰因。

## 行政圈的作用
最初的六个行政圈最早为帝国政府的选区。此后，行政圈亦有了执行帝国枢密法院裁定的功能，并负责铸币和维持帝国军的军备。为了执行这些功能，帝国必须在全国范围内都得到认可，因此新的四个行政圈便建立了起来。过去，由于哈布斯堡王朝以及选帝侯总是在帝国政府中拥有代表权，它们的领土不需属于任何一个行政圈。
帝国行政圈对其功能的执行相对缓慢。1521年的沃木斯议会通过了帝国执行令，要求帝国行政圈执行维持“尘世和平”的职责，包括在帝国内相互协调和管理。
帝国行政圈的职责日益扩大，到了16世纪中期的1681年和1682年，它们对帝国的边境安全负有责任，并且要为帝国军提供军需。先前在帝国的行政体系中，帝国行政圈的功用几乎可以忽略不计，它们仅负责执行帝国的决策，并独立于皇帝进行自行其是。
根据当代政治学家的观点，帝国行政圈的主要功能如下：
- 维护帝国的和平，使其免受内部叛变和外国的威胁
- 执行正义
- 控制军需预算
- 管理铸币
- 管制关税
- 选举帝国枢密法院法官

帝国行政圈仍然有一定的政治意义，尤其是在普遍较为贫困的帝国东部地区。